# Groupe d’initiative pour la défense des droits de l’Homme en URSS
Le Groupe d’initiative pour la défense des droits de l’Homme en URSS est la première organisation civique de défense des Droits de l’Homme en Union Soviétique.

## Historique
Fondée en 1969 par 15 dissidents, ce groupe a fonctionné pendant 6 ans, servant de plateforme publique pour les dissidents soviétiques.

## Fondateurs
- Pyotr Yakir
- Victor Krasin
- Sergueï Kovalev
- Moustafa Djemilev
- Tatiana Velikanova
- Natalia Gorbanevskaïa
- Tatyana Khodorovich
- Aleksandr Lavut
- Anatoly Levitin-Krasnov
- Yury Maltsev
- Grigory Podyapolsky
- Anatoly Yakobson
- Vladimir Borisov
- Genrikh Altunyan
- Léonid Pliouchtch